# Sinezona levigata
Sinezona levigata es una especie de molusco gasterópodo de la familia Scissurellidae.

## Distribución geográfica
Se encuentra en Nueva Zelanda